# Longipalpus guamensis
Longipalpus guamensis är en skalbaggsart som först beskrevs av J. Linsley Gressitt 1951.  Longipalpus guamensis ingår i släktet Longipalpus och familjen långhorningar. Inga underarter finns listade i Catalogue of Life.